# Violetter Dingel
Der Violette Dingel (Limodorum abortivum) ist eine Pflanzenart aus der Gattung Dingel (Limodorum) in der Familie der Orchideen (Orchidaceae).

## Beschreibung

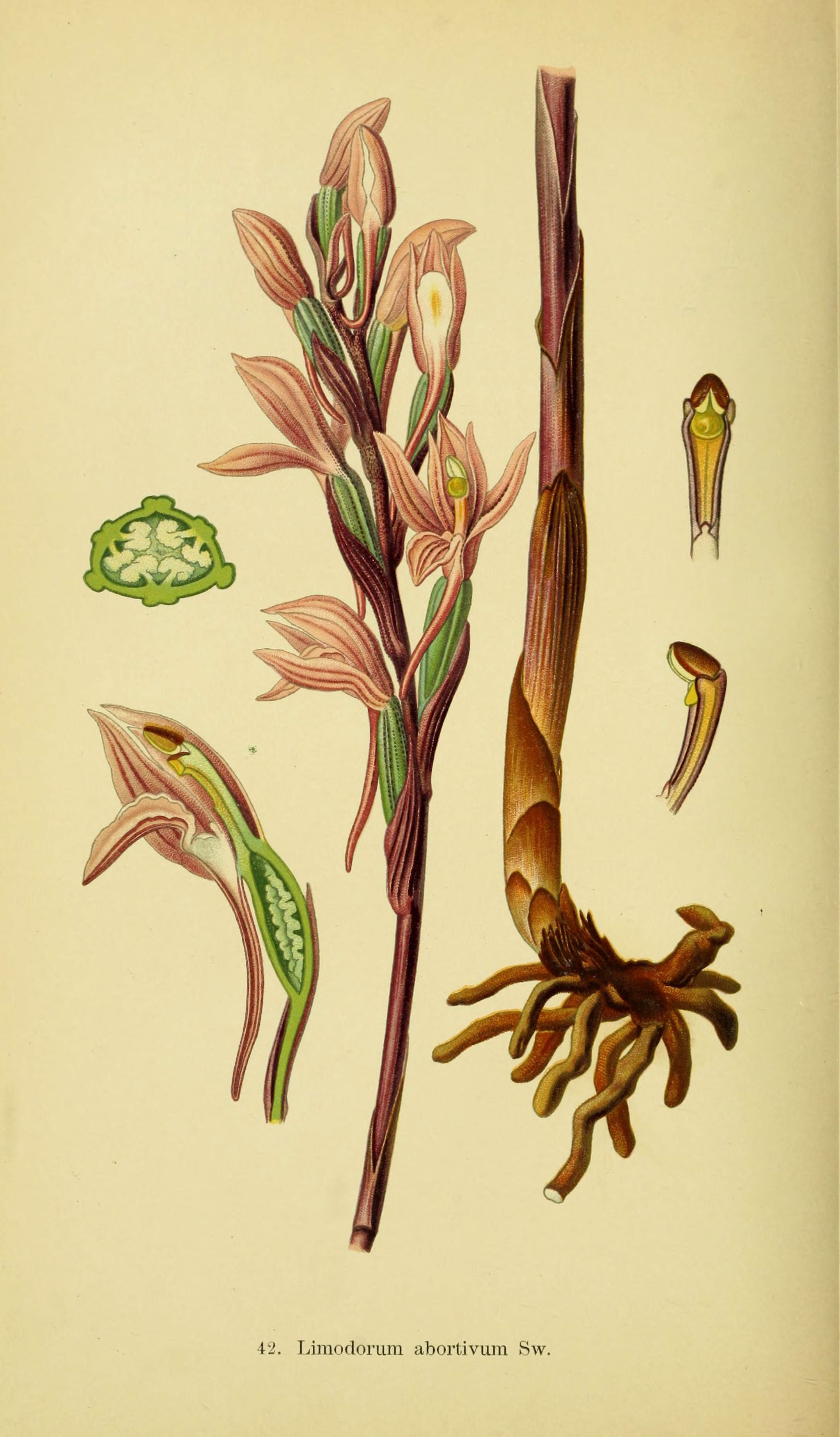
Abbildungen der in Deutschland und den angrenzenden Gebieten vorkommenden Grundformen der Orchideenarten, Tafel 42

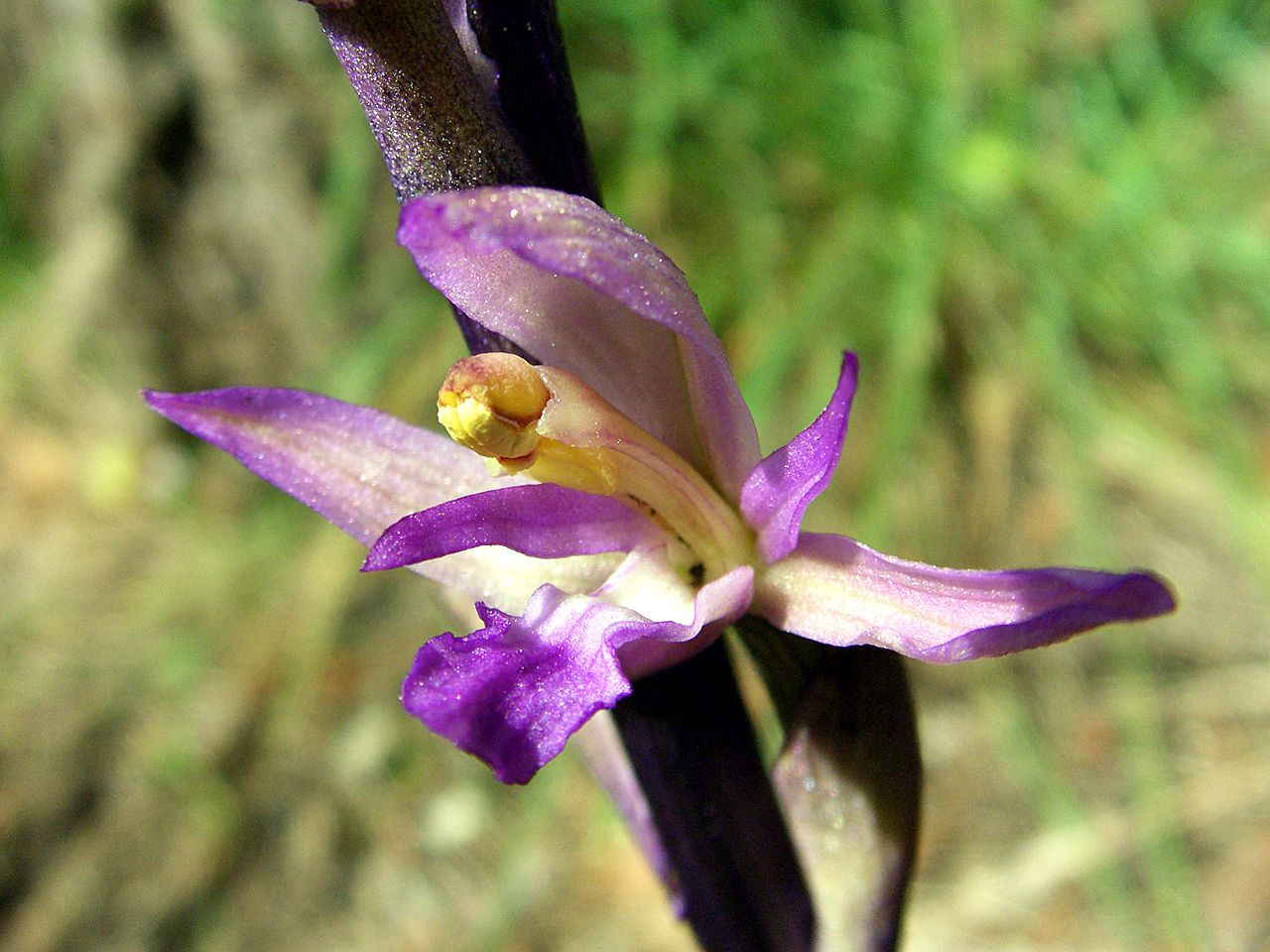
Zygomorphe Blüte

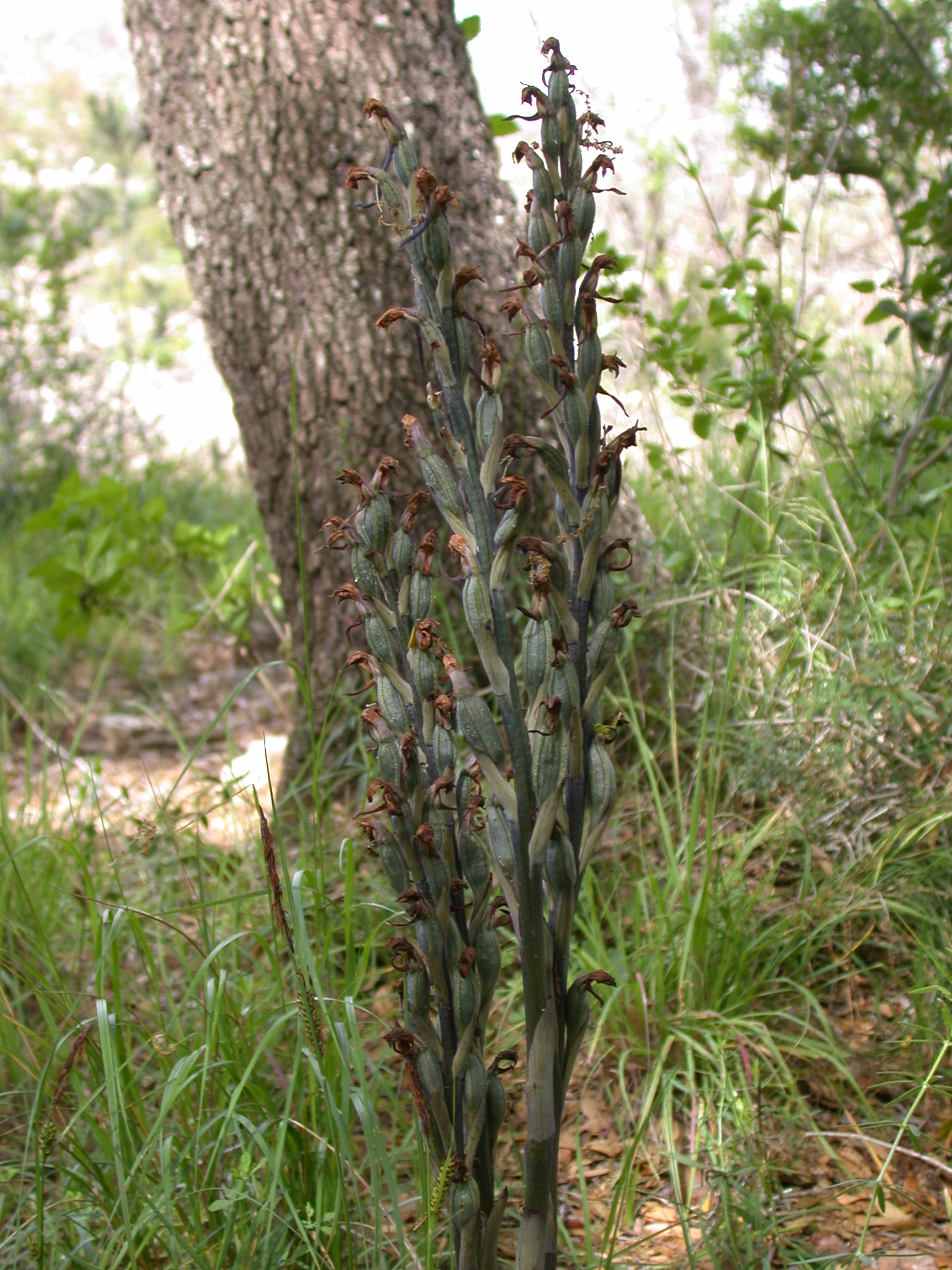
Fruchtstand

### Vegetative Merkmale
Der Violette Dingel ist eine ausdauernde krautige Pflanze und erreicht Wuchshöhen von 20 bis 60 Zentimetern. Sie bildet zahlreiche lange, fleischige Wurzeln. Dieser Geophyt bildet ein kurzes, dickes, fleischiges Rhizom. Der kräftige, feingestreifte Stängel trägt scheidige Schuppenblätter, aber keine Laubblätter.

### Generative Merkmale
Die Blütezeit liegt in Mitteleuropa im (Mai) Juni. Der lockere Blütenstand enthält 5 bis 20 Blüten. Die Deckblätter sind länger als der Fruchtknoten. Der Blütenstiel ist kurz und gedreht. Die zwittrige Blüte ist zygomorph und dreizählig. Die Lippe der Blüte ist waagrecht- bis aufrecht-abstehend, nahe dem Grunde undeutlich eingeschnürt, Vorderglied (Epichil) mit hochgebogenen welligen Rändern, in der Längsrichtung nach außen gekrümmt.
Die Chromosomenzahl beträgt 2n = 56 oder 64.

## Ökologie
Obwohl die Pflanzen Chlorophyll enthalten und Photosynthese betreiben, reicht diese nicht aus, um die Atmungsverluste auszugleichen. Der Violette Dingel ist daher zur Ernährung auf die Versorgung durch seine Wurzelpilze angewiesen, hauptsächlich Ektomykorrhizapilze aus der Gattung Russula (Täublinge). Damit gehört der Violette Dingel zu den mykoheterotrophen Pflanzen.
In der Literatur wird der Violette Dingel sowohl als autogam als auch als allogam beschrieben. Bei der Selbstbestäubung fallen die Pollenmassen aus den geöffneten Staubbeuteln auf die darunterliegende klebrige Narbe. Da die Blüten im Sporn Nektar absondern, ist aber auch Insektenbestäubung möglich. Aus dem östlichen Mittelmeerraum sind Solitärbienen der Gattung Anthophora als Bestäuber nachgewiesen. Der Fruchtansatz beträgt etwa 80 %.
Die Pflanzen können in ungünstigen (trockenen) Jahren auch unterirdisch blühen (Kleistogamie).

## Vorkommen und Gefährdung
Das Hauptverbreitungsgebiet dieser besonders wärmebedürftigen Art liegt im Mittelmeerraum. Nach Norden dringt der Violette Dingel bis Belgien, Deutschland und Tschechien, nach Osten bis in den Kaukasusraum und den Iran vor.
In Deutschland ist der Violette Dingel nur an wenigen Standorten am Oberrhein und in der südlichen Eifel zu finden. Nur sehr selten tritt er in Einzelexemplaren auch außerhalb dieser Regionen – und dann in der Regel nur für kurze Zeit – auf, so zum Beispiel im Remstal. In Deutschland ist der Violette Dingel auf der Roten Liste gefährdeter Arten von 1998 auf Stufe 1 = vom Aussterben bedroht verzeichnet und ist besonders geschützt.
Nach Baumann und Künkele hat die Art in den Alpenländern folgende Höhengrenzen: Deutschland 210–420 Meter, Frankreich 50–1550 Meter, Schweiz 450–1500 Meter, Liechtenstein 480–520 Meter, Österreich 300–1140 Meter, Italien 5–1800 Meter, Slowenien 30–710 Meter. In Europa steigt die Art in Griechenland bis 1900 Meter, in der Türkei und im Iran bis 2300 Meter Meereshöhe auf.
In Österreich selten bis sehr selten von der collinen bis untermontanen Höhenstufe. Bevorzugt submediterranes Klima. Vorkommen in Burgenland, Wien(!), Niederösterreich, Oberösterreich, Steiermark, Kärnten, Tirol und Salzburg (?). In Österreich gilt der Violette Dingel als stark gefährdet.
In der Schweiz liegen die größeren Verbreitungsgebiete in den Kantonen Tessin, Jura, Wallis und im Rheintal bei Chur, aber auch hier ist der Violette Dingel selten. Er gilt dort aber nur als "potentiell gefährdet".
Als Standort gedeiht diese kalkliebende Pflanze am besten in lichten, sommerwarmen, trockenen Föhren- und Eichenwäldern sowie Magerrasen. In Deutschland gedeiht er meist unter Kiefern mit angehäuftem Nadelstreu-Moder-Mull.
Nach Ellenberg ist der Violette Dingel Verbandscharakterart der mitteleuropäisch-subozeanischen, trockenheitsertragenden Eichenmischwälder (Quercion pubescenti-petraeae). Nach Oberdorfer ist er in Mitteleuropa eine Charakterart des Quercetum-pubescentis-petraeae, überregional aber eine Charakterart der Ordnung Quercetalia pubescentis.
Die ökologischen Zeigerwerte nach Landolt & al. 2010 sind in der Schweiz: Feuchtezahl F = 2 (mäßig trocken), Lichtzahl L = 3 (halbschattig), Reaktionszahl R = 4 (neutral bis basisch), Temperaturzahl T = 4+ (warm-kollin), Nährstoffzahl N = 2 (nährstoffarm), Kontinentalitätszahl K = 3 (subozeanisch bis subkontinental).

## Taxonomie und Systematik
Der Dingel wurde 1753 von Carl von Linné in Species Plantarum Tomus II, S. 943 als Orchis abortiva erstbeschrieben. Die Art wurde durch Swartz in Nova Acta Regiae Societatis Scientiarum Upsaliensis als Limodorum abortivum (L.) Sw. in die Gattung Limodorum gestellt. Ein Synonym ist Neottia abortiva (L.) Clairv.
In Europa können folgende Varietäten unterschieden werden:
- Limodorum abortivum (L.) Sw. var. abortivum
- Limodorum abortivum var. gracile (B. Willing & E. Willing) Kreutz: Sie kommt in Griechenland vor.[6]
- Limodorum abortivum var. rubrum H. Sund. ex Kreutz: Sie kommt in der Türkei, in der Ägäis und auf Zypern vor.[6]